# Перевал (мультфильм)

Кадр из фильма

«Перевал» — советский научно-фантастический мультфильм режиссёра Владимира Тарасова. Экранизация первой части романа Кира Булычёва «Посёлок». В фильме прозвучала песня «Театр» Александра Градского на стихи Саши Чёрного.

## Сюжет
В неблизком секторе Галактики на необитаемую планету совершил аварийную посадку научно-исследовательский космический корабль с Земли «Полюс». Поскольку посадка вышла аварийной, то на корабле произошла утечка радиации, и оставшиеся в живых члены экипажа вынуждены были срочно уйти на безопасное расстояние. Так как они уходили в спешке, то не успели захватить с собой множество необходимых вещей (оружие, провиант и так далее).
Выжившие основали на безопасном от корабля расстоянии посёлок. Оторванным за 17 лет от земной цивилизации, им пришлось научиться чуть ли не допотопным способам выживания на планете. В качестве оружия против местных хищников они используют ножи, луки и стрелы, которые не всегда помогают. Но, несмотря на это, старшее поколение постоянно рассказывает младшему про Землю и про то, что там, за перевалом, есть корабль, в котором «их спасение». Трижды к кораблю посылались разведывательные экспедиции, которые из-за местных флоры и фауны, а также из-за того, что сам перевал очень крутой, заканчивались неудачно.
Главный герой, юноша Олег, не помнит ничего, кроме этого посёлка, потому что во время посадки был младенцем. Он живёт с матерью. Вся память о прошлом — фотография родителей, на которой отец изображён в том, что называют мундиром, а мать — в том, что называют сарафаном. Настаёт день, когда принято решение послать к кораблю новую экспедицию, но на этот раз из молодого поколения, потому что оно выросло в этих условиях и значительно выносливее. Олег вместе со своими друзьями Диком и Марьяной под руководством учёного Томаса выдвигаются к «Полюсу». Вслед за ними увязывается местное прирученное животное, названное «козлом» из-за издаваемого им блеяния.
Во время пути они находят следы предыдущей экспедиции, возглавляемой Вайткусом, погибшим другом Томаса. «Козёл» покидает их, успев съесть их припасы, и Дик намерен убить животное ради мяса, но Марьяна его останавливает. Олег замечает на дне обрыва грибы и пытается их достать, но падает. Томас спасает его, но погибает сам. Дик хочет вернуться, но всё же ребята продолжают путь. Наконец, они преодолевают перевал и доходят до корабля. Проникнув в «Полюс», троица по памяти начинает делать всё то, что говорили им старшие. Выясняется, что на корабле есть посадочные катера, но их центр питания был повреждён во время посадки и поэтому их не смогли использовать. Ребята находят продовольственный склад и впервые в своей жизни пробуют земную пищу, хотя и не знают её названий.
Они не знали, что это называется «сгущённое молоко»...
Затем Олег находит каюту, в которой жила его семья, и постепенно вспоминает некоторые детали забытого детства. Там он находит свою колыбельку, в которой лежал в детстве, и отцовский мундир. Олег надевает мундир и находит бластер, принадлежавший отцу. Опробовав его, Олег понимает, что у них теперь есть более достойное оружие, чем ножи и стрелы, и с помощью бластера спасает оставшихся снаружи «Полюса» Дика и Марьяну от гигантского ящера.
Затем ребята находят радиорубку и Олег случайно включает рацию. Они слышат множество голосов. Марьяна и Дик просят Олега ответить этим голосам, чтобы рассказать про «Полюс», но Олег не знает, как пользоваться оборудованием. Тогда он решает захватить в посёлок все книги с корабля, чтобы разобраться с радиооборудованием, вернуться на корабль и послать, наконец, сигнал на Землю. Ребята забирают с «Полюса» всё необходимое и отправляются в обратный путь. В пути они замечают «козла», который оказался самкой и успел обзавестись потомством. Животное и его детёныши, привлечённые едой с корабля, следуют за детьми в посёлок.

## Создатели
| автор сценария            | Кир Булычёв                                                                          |
| кинорежиссёр              | Владимир Тарасов                                                                     |
| художники-постановщики    | Анатолий Фоменко, Светлана Давыдова, Татьяна Зворыкина                               |
| композитор                | Александр Градский                                                                   |
| кинооператор              | Кабул Расулов                                                                        |
| звукооператор             | Владимир Кутузов                                                                     |
| художники-мультипликаторы | Алексей Букин, Юрий Кузюрин, Александр Мазаев, Юрий Кулаков, Александр Черномашенцев |
| художники                 | Ирина Собянина, Татьяна Строева                                                      |
| ассистент режиссёра       | Ольга Исакова                                                                        |
| монтажёр                  | Маргарита Михеева                                                                    |
| редактор                  | Елена Никиткина                                                                      |
| директор съёмочной группы | Любовь Бутырина                                                                      |

## Роли озвучивали
- Александр Кайдановский — от автора
- Василий Ливанов — Борис «Старый»
- Александр Пашутин — Томас
- Алина Покровская — мама
- Гриша Семенихин — Олег
- Александр Николаев — Дик
- Нина Горенбейн — Марьяна

## Производство
В работе над мультфильмом принимало участие два доктора наук: Кир Булычёв (исторических) и Анатолий Фоменко (физико-математических). Поэтому режиссёр Тарасов говорил: «На меня работают доктора наук!». Математик Анатолий Фоменко, впоследствии известный как автор «Новой хронологии», выступал в качестве художника-графика. Впоследствии историко-хронологические теории Фоменко развели его с Булычёвым по разные стороны баррикад.

## Отзывы
Кир Булычёв остался фильмом не совсем доволен:
С тем, как он снял «Перевал», я не совсем согласен. <...> Фильм получился формальным, графика Фоменко живёт сама по себе, текст — сам по себе, а история путешествия к кораблю отступает на второй план.
Кир Булычёв
В журнале «Мир фантастики» А. Гагинский и М. Злобинская назвали «Перевал» «самой авангардной из экранизаций Булычёва» и одним из трёх лучших мультфильмов по книгам этого автора (наряду с «Тайной третьей планеты» и «Днём рождения Алисы»).
Если «Тайна третьей планеты» похожа на «Жёлтую подводную лодку», то «Перевал» — булычёвская «Стена»
«Мир фантастики»
Наталия Венжер в книге «Наши мультфильмы» назвала «Перевал» одним из трёх лучших фильмов Тарасова:
Лучшие из его картин фантастической темы — «Контакт» (1978), «Тир» (1979) и «Перевал» (1988).
«Наши мультфильмы»
Андрей Щербак-Жуков рассматривает сюжет фильма как путь от дикости к неистребимо живущей внутри человека культуре и подчёркивает точность работы художника.